# Magoodhoo (Faafu-atol)
Magoodhoo is een van de bewoonde eilanden van het Faafu-atol behorende tot de Maldiven.

## Demografie
Magoodhoo telt (stand september 2006) 331 vrouwen en 332 mannen.